# دينو كوريتش
دينو كوريتش هو لاعب كرة قدم بوسني في مركز الوسط، ولد في 30 يونيو 1990 في شيروكي برييغ في البوسنة والهرسك. لعب مع نادي بوسوشيه.